# Ирска на Светском првенству у атлетици у дворани 2022.
Ирска је на 18. Светском првенству у атлетици у дворани 2022. одржаном у Београду од 18. до 20. марта учествовала осаманести пут, односно учествовала је на свим првенствима до данас. Репрезентацију Ирске представљало је 17 такмичара (9 мушкараца и 8 жена) који су се такмичили у 11 дисциплина (5 мушких и 6 женских).,
На овом првенству такмичари Ирске нису освојили ниједну медаљу нити су остварили неки резултат.
У табели успешности према броју и пласману такмичара који су учествовали у финалним такмичењима (првих 8 такмичара) Ирска је са 1 учесником у финалу делила 44. место са 2 бода.
| Плас. | Земља | 1. место | 2. место | 3. место | 4. место | 5. место | 6. место | 7. место | 8. место | Бр. финал. | Бод. |
| ----- | ----- | -------- | -------- | -------- | -------- | -------- | -------- | -------- | -------- | ---------- | ---- |
| =44.  | Ирска | 0        | 0        | 0        | 0        | 0        | 0        | 1        | 0        | 1          | 2    |

## Учесници
| Мушкарци: - Израел Олатунде — 60 м - Марк Инглиш — 800 м - Ендру Коскоран — 1.500 м - Лук Мекен — 1.500 м - Darragh McElhinney — 3.000 м - Силин Грин — 4 х 400 м - Катал Кросби — 4 х 400 м - Брајан Греган — 4 х 400 м - Кристофер О’Донел — 4 х 400 м | Жене: - Моли Скот — 60 м - Фил Хили — 400 м, 4 х 400 м - Софи Бекер — 400 м, 4 х 400 м - Síofra Cléirigh Büttner — 800 м - Сара Хили — 1.500 м - Сара Лавин — 60 м препоне - Ројсин Харисон — 4 х 400 м - Шарлин Модсли — 4 х 400 м |  |

## Резултати

### Мушкарци
| Атлетичар          | Дисциплина | Лични рекорд | Квалификације | Квалификације | Полуфинале           | Полуфинале           | Финале                | Финале       | Детаљи |
| Атлетичар          | Дисциплина | Лични рекорд | Резултат      | Место         | Резултат             | Место                | Резултат              | Место        | Детаљи |
| ------------------ | ---------- | ------------ | ------------- | ------------- | -------------------- | -------------------- | --------------------- | ------------ | ------ |
| Израел Олатунде    | 60 м       | 6,62         | 6,66(.652)    | 4. у гр. 2    | Није се квалификовао | Није се квалификовао | Није се квалификовао  | 21 / 43 (50) |        |
| Марк Инглиш        | 800 м      | 1:44,71      | 1:51,35       | 5. у гр. 2    |                      |                      | Нису се квалификовали | 22 / 23 (24) |        |
| Ендру Коскоран     | 1.500 м    | 3:35,66      | 3:40,53       | 4. у гр. 4    | 15 / 30              |                      | Нису се квалификовали |              |        |
| Лук Мекен          | 1.500 м    | 3:36,81      | 3:44,03       | 7. у гр. 1    | 20 / 30              |                      | Нису се квалификовали |              |        |
| Darragh McElhinney | 3.000 м    | 7:45,91      | 8:06,31       | 9. у гр. 3    | 30 / 33 (34)         |                      | Нису се квалификовали |              |        |
| Силин Грин         | 4 х 400 м  | 3:08,83 НР   | 3:08,63 НР    | 3. у гр. 2    | 9 / 12 (13)          |                      | Нису се квалификовали |              |        |
| Катал Кросби       | 4 х 400 м  | 3:08,83 НР   | 3:08,63 НР    | 3. у гр. 2    | 9 / 12 (13)          |                      | Нису се квалификовали |              |        |
| Брајан Греган      | 4 х 400 м  | 3:08,83 НР   | 3:08,63 НР    | 3. у гр. 2    | 9 / 12 (13)          |                      | Нису се квалификовали |              |        |
| Кристофер О’Донел  | 4 х 400 м  | 3:08,83 НР   | 3:08,63 НР    | 3. у гр. 2    | 9 / 12 (13)          |                      | Нису се квалификовали |              |        |

### Жене
| Атлетичарка             | Дисциплина   | Лични рекорд | Квалификације     | Квалификације | Полуфинале            | Полуфинале            | Финале                | Финале       | Детаљи |
| Атлетичарка             | Дисциплина   | Лични рекорд | Резултат          | Место         | Резултат              | Место                 | Резултат              | Место        | Детаљи |
| ----------------------- | ------------ | ------------ | ----------------- | ------------- | --------------------- | --------------------- | --------------------- | ------------ | ------ |
| Ејми Фостер             | 60 м         | 7,19         | 7,26 кв           | 5. у гр. 3    | 7,23                  | 7. у гр. 1            | Нису се квалификовале | 19 / 46 (47) |        |
| Фил Хили                | 400 м        | 51,50        | 51,75 КВ          | 1. у гр. 1    | 52,40                 | 6. у гр. 2            | Нису се квалификовале | 12 / 28      |        |
| Софи Бекер              | 400 м        | 52,32        | 53,47             | 4. у гр. 3    | Није се квалификовала | Није се квалификовала | Није се квалификовала | 24 / 28      |        |
| Síofra Cléirigh Büttner | 800 м        | 2:00,58      | 2:06,99           | 5. у гр. 2    |                       |                       | нису се квалификовале | 17 / 17 (18) |        |
| Сара Хили               | 1.500 м      | 4:06,94      | 4:12,44           | 5. у гр. 2    | 15 / 19               |                       | нису се квалификовале |              |        |
| Сара Лавин              | 60 м препоне | 8,06         | 8,03(.030) КВ, ЛР | 3. у гр. 1    | 7,97 КВ, ЛР           | 2. у гр. 3            | 8,09                  | 7 / 41 (45)  |        |
| Софи Бекер              | 4 х 400 м    | 3:34,61 НР   | 3:30,97 НР        | 3. у гр. 2    |                       |                       | нису се квалификовале | 7 / 10       |        |
| Ројсин Харисон          | 4 х 400 м    | 3:34,61 НР   | 3:30,97 НР        | 3. у гр. 2    |                       |                       | нису се квалификовале | 7 / 10       |        |
| Шарлин Модсли           | 4 х 400 м    | 3:34,61 НР   | 3:30,97 НР        | 3. у гр. 2    |                       |                       | нису се квалификовале | 7 / 10       |        |
| Фил Хили                | 4 х 400 м    | 3:34,61 НР   | 3:30,97 НР        | 3. у гр. 2    |                       |                       | нису се квалификовале | 7 / 10       |        |